# هولمز كونراد
هولمز كونراد (بالإنجليزية: Holmes Conrad)‏ هو محامي أمريكي، ولد في 31 يناير 1840 في وينشستر في الولايات المتحدة، وتوفي بنفس المكان في 4 سبتمبر 1915.

## وصلات خارجية
- هولمز كونراد على موقع إن إن دي بي (الإنجليزية)